# Letheobia jubana
Letheobia jubana är en ormart som beskrevs av Broadley och Wallach 2007. Letheobia jubana ingår i släktet Letheobia och familjen maskormar. Inga underarter finns listade i Catalogue of Life.
Arten är bara känd från södra Somalia. Honor lägger ägg.